# アクア広島センター街
アクア広島センター街（アクアひろしまセンターがい）は、広島県広島市中区基町（紙屋町地区）にあるショッピングセンターである。

## 概要
1974年（昭和49年）10月に「広島センター街」としてオープンし、同時にそごう広島店も開業した。
広島市の中心地区である紙屋町交差点の角に立地する「広島センタービル」にて展開される商業施設で、バスターミナルである広島バスセンターのショッピングゾーンに当たり、同ターミナルを運営する「株式会社広島バスセンター」により運営される。建設当時の経緯から、広島バスセンター所有の土地をそごうが借り上げる形で建設され、建物自体の大半はそごう保有（3階バスセンター部分のみ広島バスセンターが保有）という権利関係となっている（詳細は広島バスセンター#建設の経緯と変遷の項を参照）。
通称は「アクア」で、この通称は2002年（平成14年）3月23日のリニューアル時に付けられたものである。先述のように、1974年（昭和49年）のオープンから、2002年（平成14年）のリニューアル前までの名称は「広島センター街」で、オープン前の5月から6月10日まで新聞広告で一般公募され、約3200通の中から選ばれた名称が、1974年（昭和49年）7月15日の紙面で発表された。その頃は、歌詞付きのテーマソングも存在していた。1973年（昭和48年）3月の時点で、テナント申し込みは50業種・378店あった。その中から、開店時に156店を選考し入店した。
2023年（令和5年）、賃貸借契約の終了によるそごう広島店新館の閉館を受け、かわってアクア広島センター街の1階と2階の両フロアをそごう広島店本館が使うことになった。

## 館内
建物は地上10階・地下3階だが、3階はフロア全体が広島バスセンター、地下3階は従業員施設となっており、アクア広島センター街としての売り場は1階・2階・4階 - 9階となっている。
2023年9月現在、1階及び2階がレディスファッション、4階がライフスタイルグッズ&サービス、5階がファッション&グッズ&サービス、6階が書籍・文具のフロア、7階がグルメタウン、8階がクリニック&サービス、9階がクリニック&オフィスとなっている。
このうち1階及び2階は衣料品や雑貨、化粧品などを扱う24店舗が営業していたが、2023年2月19日で閉店し、改装後はそごう広島店本館の売場が拡張される。
6階には、オープン当初より1フロア全体に『紀伊國屋書店広島店』が入居し、開店から暫くの間居広島最大の書店だった。
8階には広島市消費生活センターも入居する。
そごう広島店本館とは各階で連絡し、基町クレド（パセーラ・リーガロイヤルホテル広島）とは本館経由で1階、3階、6階で連絡している。紙屋町シャレオとはB1F連絡通路にて、メルパルク広島3F連絡通路にて直結している。

### 改装
2003年（平成15年）8月までは地下1階もセンター街の売り場で『名店食堂街』が整備されていた。
8階にはゲームコーナーを設置していたが、2000年以降に撤去している。また、電電公社（後のNTT）のショールームも1990年代初めまで設けられていた。
1986年（昭和61年）3月14日には1階と2階を結ぶ螺旋状のスパイラルエスカレーターが設置された。しかし、スパイラルエスカレーターはそごう広島店（中区）の改装の一環で2023年（令和5年）に撤去された。

### フロアマップ
開店当時
- 屋上 - スカイパーク
- 10階 - そごう名店食堂街
- 9階 - 事務室
- 8階 - コミュニティの街（電電公社ショールーム、医療など）
- 7階 - たべあるきの街（食堂街）
- 6階 - 本の街（紀伊國屋書店・文具・レコード）
- 5階 - ニューライフの街（印鑑・画材・鞄・学生服・カメラなど）
- 4階 - ファミリーの街（和服・手芸・玩具など）
- 3階 - バスターミナル
- 2階 - ファッションの街（紳士服・婦人服など）
- 1階 - 出会いの街（小物など）
- B1階 - 味の街（名店街）

1998年頃（改装前）
- 9階: 医療センターフロア・事務所
- 8階: ショールーム・医療センターフロア
- 7階: 名店食堂街
- 6階: 紀伊国屋書店
- 5階: おしゃれ・レジャー用品フロア
- 4階: 呉服・子供・婦人服用品フロア
- 3階: バスターミナル
- 2階: 紳士・婦人服装用品フロア
- 1階: 婦人服・紳士・婦人用品雑貨フロア
- 地下1階: 名店食堂街

リニューアル時に各フロアには「水のフロア」「花のフロア」などの呼称がつけられていたが、現在では用いられていない。
現在のフロア構成については公式サイト内フロアガイドを参照のこと。

## 補足
1. ↑  本館直結の収容台数。シャレオ駐車場をはじめとする「もとまちパーキングアクセス」とも提携している。
2. ↑  『紀伊國屋書店広島店』の存在は、広島を基盤とする書店フタバ図書の経営にも大きな影響を与えている

## 関連文献
- 『広島バスセンター40年史』（株式会社 広島バスセンター 40年史編纂委員会）
- 『中国新聞』各バックナンバー